# Bois-Guillaume-Bihorel
Bois-Guillaume-Bihorel és un antic municipi francès, situat al departament del Sena Marítim, a la regió de l'Alta Normandia. Va existir de 2012 a 2014.
L'1 de gener de 2012, es crea aquest municipi nou per la fusió de Bois-Guillaume i Bihorel, que es converteixen en municipis delegats. La seu administrativa era Bois-Guillaume. Va desaparèixer l'1 de gener de 2014.